# 노량 해전
노량 해전(露梁海戰)은 정유재란 당시 1598년 12월 16일(선조 31년 음력 11월 19일) 이순신을 포함한 조명 연합수군이 경상우도 남해현 노량해협에서 일본의 함대와 싸운 전투이다.

## 배경
일본군은 행주산성에서의 패배와 수군의 잇다른 패배 그리고 명나라의 참전으로 전세가 불리해지자 명나라에 휴전을 제의하고 자국으로 철군하였다가 휴전 협상 조건이 서로 맞지 않아 결렬, 1597년 15만 대군을 동원하여 조선에 정유재란을 일으켰다.
그러나 이순신을 삼도수군통제사에 다시 임명하여 전세를 가다듬은 조선 수군이 명량 대첩에서 일본 수군을 격파하고, 도독 유정과 진린이 이끄는 명나라 수군의 참전으로 남부 해상권이 조명 연합군에게 다시 넘어가게 되자, 해상 보급로를 완전히 차단당한 일본군은 고전을 면치 못하였다. 그러다 이듬해인 1598년 음력 8월 18일 도요토미 히데요시까지 사망하고, 뒤늦게 이 소식을 접한 조선 주둔 일본군의 수뇌부는 난관에 빠지게 된다.
계속되는 패전으로 병사들의 사기는 계속 저하되어 가고 있었고, 조선 수군에게 해상 보급로를 차단당한 채 겨울을 맞이해야 하는 최악의 상황이었으며, 결국 일본군은 서둘러 전쟁을 끝내고 자국으로의 철군을 결정하고 순천, 사천, 울산 등지로 집결하며 철수를 서둘렀다.

## 결과
삼도수군통제사 이순신의 조선 수군은 일본군의 퇴로를 차단하기 위해 명나라의 병력과 함께 순천왜성에 주둔한 고니시 유키나가의 부대를 공격한다. 이것이 순천 왜교성 전투이다. 6차례에 걸친 전투에서 큰 전과를 세운 조선 수군은 일단 고금도로 귀환한 후, 고니시 유키나가의 퇴로를 차단하고 있었다. 이로 인해 유키나가의 병력은 더욱 궁지에 몰리게 되었고, 사천 선진리성에 주둔 중이던 시마즈 요시히로와 고성에 주둔 중이던 다치바나 시게토라, 남해에 주둔 중이던 소 요시토시 등은 고니시 군을 구출하고 본국으로의 퇴로를 확보하기 위해 그해 12월 15일(음력 11월 18일) 수군 6만여 명과 500여 척의 함선을 이끌고 노량으로 향했다.
그러나 시마즈 함대가 노량을 통과할 것을 예측한 이순신은 명 수군 도독 진린으로 하여금 남해도 서북쪽 죽도 뒷편에서 일본 수군의 퇴로를 차단해줄 것을 요청하고, 자신의 조선 수군은 일단 봉쇄망을 푼 후, 12월 15일(음력 11월 18일) 오후 10시경 남해도 서북단인 관음포에 매복시켰다.
이튿날인 12월 16일(음력 11월 19일) 새벽 4시경, 요시히로 등이 이끄는 일본 함선 500여 척이 노량에 진입하자 매복해 있던 조선 함선들이 일제히 공격을 개시하였다. 이순신 함대가 적선 50여 척을 격파하고 200여 명을 죽이니 적은 수적 우세로 이순신을 포위하려 했지만 오히려 퇴로가 막힌 관음포로 유인당해 일본 측이 포위공격을 당하게 된다. 이후 순천왜성 포구를 나선 유키나가는 기회를 잡고 탈출을 시도했고 진린의 명 수군이 합세하여 4시간여 동안 치열한 전투가 벌어졌다.
같은 날 오전 8시경, 전투는 막바지에 이르고 이미 200여 척 이상이 분파되고 150여 척이 파손돼서 패색이 짙어진 일본 수군은 잔선 150여 척을 이끌고 포위망을 돌파하려 시도했고, 조명 연합함대는 오후 12시경까지 잔적을 소탕하며 추격을 계속하였다. 도주하는 일본 함대를 추격하던 이순신은 관음포에서 일본군의 총탄을 맞고 쓰러지면서, “싸움이 급하다. 단 한명의 조선수군도 동요되어서는 아니되니, 나의 죽음을 알리지 말라.”라는 유언을 남기고 숨을 거두었으며, 가리포첨사 이영남·낙안군수 방덕룡·초계군수 이언량 흥양현감 고득장 등 명나라 수군 부총병 등자룡 역시 추격 도중 전사하였다. 이 때 도주하던 150여 척의 일본 함선 중 100여 척을 나포하니 겨우 50여 척의 패전선만이 도주했다고 한다.
결국 왜교에서 봉쇄당하고 있던 고니시 군은 노량해전의 혼란을 틈타 남해도 남쪽을 지나 퇴각하여 시마즈 군과 함께 일단 부산에 집결, 그 즉시 퇴각하였으며 노량 해전을 끝으로 정유재란이 막을 내리고, 7년간의 긴 전쟁도 끝이 났다.

## 평가
쓰시마국주 소 요시토시가 60,000명을 지휘할 권리는 없었다고 한다. 당시 22만석의 영지를 가지고 있던 사쓰마국주 시마즈 요시히로가 지휘한 병력이 70,000명에서 10,000명 규모인데 반해 그보다 6배 이상 많은 병력을 지휘하는 장수는 당시 출병한 장수들 중에는 존재하지 않았다고 한다. 이 전투에서 일본군의 450여척의 전선을 격파하여 막대한 피해를 입혔다. 조명 연합군은 이순신과 진린이 이끌었고, 일본군은 순천왜성에서 탈출하려는 유키나가와 진린의 어처구니 없는 뇌물매수로 인해 발생하게 된 사천의 일본 구원병과 함께 서로 전투에 임하였다. 이 전투에서 조명 연합군은 유키나가가 이끄는 순천의 일본군이 일본으로 탈출하는 것을 막으려 했으나, 전투 초기 진린은 여전히 멀찍이서 관망만 하다 조선 수군의 분투를 보고 마침내 참전하였으나 오히려 일본군에 포위되어 이순신의 도움을 받아야만 했을 정도로 조명 연합군의 공조가 여전히 좋지 않았다.

## 참고 자료
- 이 문서에는 다음커뮤니케이션(현 카카오)에서 GFDL 또는 CC-SA 라이선스로 배포한 글로벌 세계대백과사전의 "임진왜란" 항목을 기초로 작성된 글이 포함되어 있습니다.

## 관련 작품
- 노량 : 죽음의 바다 (국내 제작 영화 - 2023년 하반기 개봉작)